# الأسبوع العالمي للمياه بستوكهولم

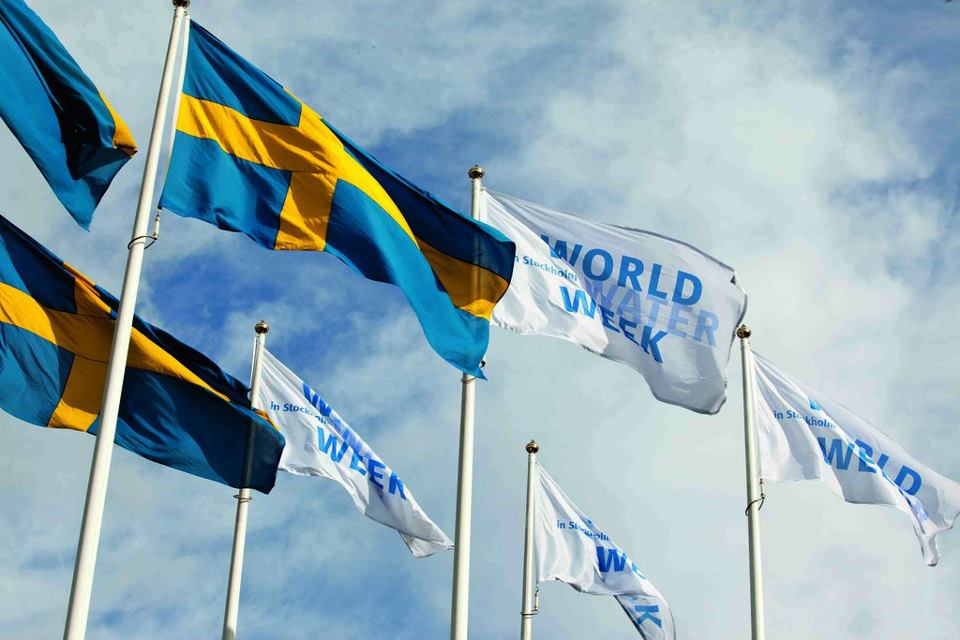
أسبوع المياه بستوكهولم، السويد

الأسبوع العالمي للمياه في ستوكهولم هو مؤتمر عالمي حول المياه لمدة أسبوع يعقد كل عام في أغسطس أو سبتمبر. يقوم المعهد الدولي للمياه في ستوكهولم (SIWI) بترتيب أسبوع المياه العالمي في ستوكهولم وترؤسه مجموعة واسعة من قضايا المياه والتنمية والاستدامة في العالم والاهتمامات ذات الصلة بالتنمية الدولية.
يحضر المؤتمر أكثر من 2500 مشارك كل عام، ويضم خبراء وأعضاء من قطاعات الأعمال والحكومات وقطاعات إدارة المياه والعلوم، والمنظمات الحكومية الدولية والمنظمات غير الحكومية، ومنظمات البحث والتدريب، ووكالات الأمم المتحدة. يضم المؤتمر جلسات عامة وحلقات نقاش وورش عمل علمية ومعارض ملصقات وأحداث جانبية وحلقات دراسية. تتعاون أكثر من 200 منظمة من حوالي 130 دولة في جميع أنحاء العالم في تنظيم الأحداث.
ويهدف أسبوع المياه العالمي، الذي يعمل كمنصة مفتوحة وديناميكية، إلى المساعدة في ربط الممارسات، والعلوم، والسياسات وصنع القرار، ويمكّن المشاركين من تبادل الآراء والخبرات، وتشكيل الشراكات، وتشكيل حلول مشتركة لتحديات المياه العالمية. خلال الأسبوع، تُمنح جائزة ستوكهولم للمياه وجائزة استوكهولم جونيور للمياه وجائزة مياه ستوكهولم للصناعة في حفل توزيع الجوائز الخاص بكل منهما.

## التاريخ
بدأ الأسبوع العالمي للمياه في ستكهولم في الأصل بعقد ندوة مياه ستوكهولم في عام 1991 وعقدت سنوياً منذ ذلك الحين. في عام 2001، أخذت رسميا اسم الأسبوع العالمي للمياه في ستوكهولم. ركزت المؤتمرات السابقة على جوانب محددة من أزمة المياه المتصاعدة في العالم.
وفي وقت سابق من أسبوع الماء العالمي، كانت تتضمن الموضوعات الآتية:
- 1992-1997: «التقليل من التدفقات الضارة من الأرض إلى الماء»
- 1998-2002: «المياه هي مفتاح التنمية الاجتماعية والاقتصادية ونوعية الحياة»
- 2003-2007: «أمن حوض الصرف: آفاق التبادل التجاري وتقاسم المنافع في عالم معولم»
- 2008: «التقدم والآفاق على المياه: من أجل عالم نظيف وصحي». تم إيلاء اهتمام خاص لقضايا الصرف الصحي كجزء من السنة الدولية للصرف الصحي لعام 2008.
- 2009: «الاستجابة للتغيرات العالمية: الوصول إلى المياه من أجل الخير العام مع التركيز بشكل خاص على المياه العابرة للحدود»
- 2010: «الاستجابة للتغيرات العالمية: تحدي جودة المياه - الوقاية والاستخدام الحكيم والتخفيض»
- 2011: «الاستجابة للتغيرات العالمية: المياه في عالم حضري»
- 2012: «المياه والأمن الغذائي»
- 2013: «التعاون في مجال المياه - بناء الشراكات»
- 2014: «الطاقة والمياه»[2]
- 2015: «الماء من أجل التنمية» [3]